# Cerrojo Peabody

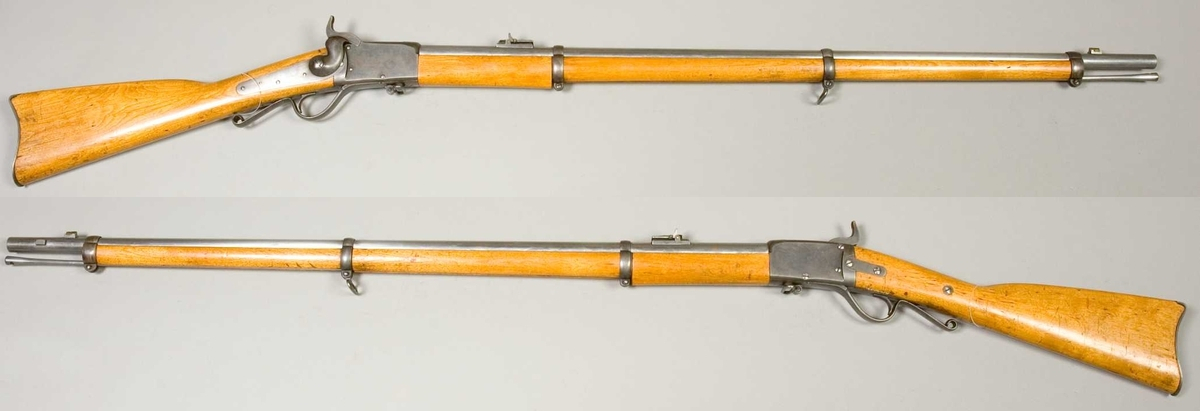
Fusil Peabody de la colección del Armémuseum (Museo del Ejército sueco). Este fusil tomó parte en las pruebas de fusiles sueco-noruegas de 1866.

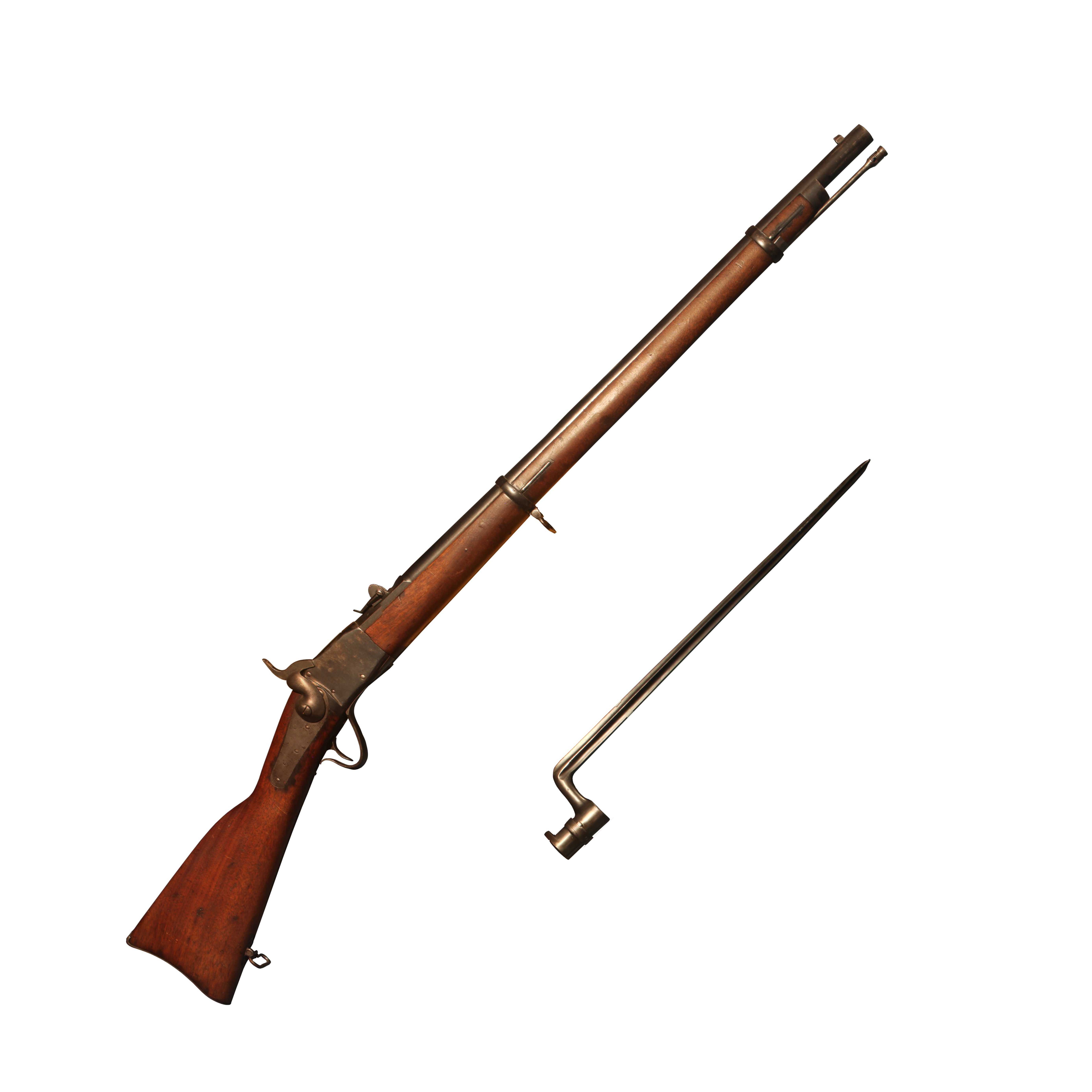
Fusil Peabody Modelo 1867 suizo, calibre 10,4 mm (.41). Expuesto en el Musée Militaire Vaudois de Morges, Suiza.

El cerrojo Peabody fue un primigenio sistema de retrocarga, en el cual el pesado cerrojo iba hacia abajo sobre un pivote montado detrás de este y accionado por una palanca situada debajo del fusil. El cerrojo Peabody frecuentemente empleaba un martillo externo para disparar el cartucho.

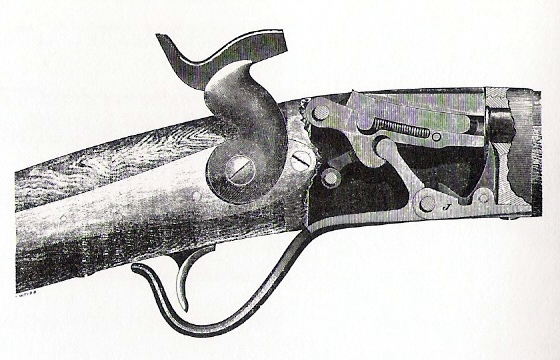
Dibujo seccionado del cerrojo Peabody.

El cerrojo Peabody fue desarrollado por Henry O. Peabody de Boston, Massachusetts, siendo patentado por vez primera el 22 de julio de 1862. A pesar de que no fue perfeccionado a tiempo para participar en la Guerra de Secesión, unos cuantos fusiles participaron en las pruebas de 1864 y obtuvieron reportes favorables.
Las carabinas y fusiles Peabody fueron fabricados por la Providence Tool Company de Providence, Rhode Island, entre 1866-1871. La producción total fue de 112.000 unidades. Las municiones que empleaban fueron: .45 Peabody Rimfire, .45-70 Government, .50 Rimfire, .50-70, 11 mm Español (.433 Spanish) y 10,4 mm Suizo (.41 Rimfire). El cañón de la carabina Peabody tenía una longitud de 508 mm (20 pulgadas) y el cañón del fusil Peabody tenía una longitud de 838,2 mm (33 pulgadas). Su cajón de mecanismos era de acero templado, tenían un cañón pavonado, zunchos de hierro, culata y guardamanos de nogal.
La mayoría de armas Peabody fueron producidas para contratos extranjeros, siendo adoptadas por el Ejército de Canadá (3.000 unidades), Suiza (15.000), Francia (33.000), Rumania, México y España a fines de la década de 1860. En los Estados Unidos, Connecticut compró entre 1871-1872 2.000 fusiles Modelo Español, Massachusetts 2.941 fusiles y Carolina del Sur 350 carabinas hacia 1877.
El fusil Peabody fue uno de los 6 diferentes fusiles que tomaron parte en las pruebas sueco-noruegas de 1866, donde perdió frente al Remington de cerrojo pivotante (que fue denominado Remington M1867 en servicio sueco y noruego) debido a su major complejidad, con más piezas que el diseño de Remington.
El armero suizo Friedrich von Martini creó un cerrojo que se parecía al Peabody, pero incorporaba un percutor interno y empleaba un retén accionado por el percutor para mantener el cerrojo en su lugar al disparar. Combinado con el cañón con estriado poligonal diseñado por Alexander Henry, dio origen en 1871 al fusil Martini-Henry, que por 30 años fue el fusil estándar del Ejército británico.      